# Dimulász Miklós
Dimulász Miklós (Pécs, 1952. augusztus 9. –)  görög származású magyar színész.

## Életpályája
1973–1977 között a Színház- és Filmművészeti Főiskola hallgatója, osztályvezető tanára Kazimir Károly volt. Friss diplomás színészként a Thália Színházhoz szerződött. 1982-től a Népszínház, 1991-től a Pécsi Nemzeti Színház tagja volt, jelenleg szabadfoglalkozású színművész. Leginkább karakter- és epizódszerepek gondosan megformált alakításai fűződnek nevéhez. Több tévéjátékban és filmben szerepelt. A hazánkban élő görög közösség megbecsült művésze, aki görög és magyar nyelven is jónéhány rendezvényen közreműködött. Szinkronszínészként is foglalkoztatják.

## Fontosabb színházi szerepei
- Fejes Endre: Vonó Ignác... Szórádi
- Görgey Gábor: Handapasa... Hangai Sándor, hősszerelmes
- Csokonai Vitéz Mihály: Az özvegy Karnyóné és a két szeleburdiak... Tündérfi
- Németh László: Nagy család... Vogel Karcsi, lakó
- Móricz Zsigmond: Búzakalász... A báró
- François Rabelais: Gargantua és Pantagruel... Gymnase
- Karinthy Ferenc: Házszentelő... Váradi Róbert
- Katona József: Bánk bán... Solom mester
- Katona József: Pártütés... Kacov Erneszt
- Lope de Vega: A magyarországi fenevad... Bertalan, gazdálkodó
- George Bernard Shaw: Szent Johanna... Landvenu
- Kellér Andor: Bal négyes páholy... Liptay
- Jarosław Iwaszkiewicz: Chopin... Rousseau, festő
- Mihail Satrov: Égszínkék lovak, vörös füvön... Fiatal munkatárs
- Kalevala... Joukahanen; Kullervo
- Énekek éneke... szereplő
- Schwajda György: Kakukktojás... Csapos; Rendőr
- Lope de Vega: A kertész kutyája... Furio, vándorkomédiás
- Csiky Gergely: Buborékok... Béla
- Tersánszky Józsi Jenő: Szidike lakodalma... Askára
- Bertolt Brecht: Koldusopera... Ede
- George Bernard Shaw: Szent Johanna... Landvenu, domonkos rendi szerzetes
- Fritz Hochwälder: A szent kísérlet... Acatu
- Mihail Afanaszjevics Bulgakov: Optimista komédia... Keménykalapos; Határőr
- Czakó Gábor: Édeshármas... Szabolcs
- John Steinbeck: Egerek és emberek... Slim
- William Shakespeare: Szentivánéji álom... Theseus, Athén ura
- Illyés Gyula: A kegyenc... Julianus, patricius ifjú
- Sultz Sándor: Öljük meg Józsit!... Hungry Joe
- Sárosi István: Rákfene... Államtitkár
- Brandon Thomas: Charley nénje... Brasett

## Filmek, tv
- Az ész bajjal jár (1977)
- Fedőneve: Lukács  (1977)
- Kísértés (1977)
- Viszontlátásra, drága (1978)
- Ítélet nélkül (1979)
- Magyar rapszódia (1979)
- Virgács (1979)
- Bánk bán (színházi előadás tv-felvétele, 1980)
- Szeplős Veronika (1980)
- Mese az ágrólszakadt igricről (1981)
- Waterlooi csata (1982)
- Sophokles: Oedipus Kolonosban (1982)
- A királynő komornája
- Istenek és hősök
- Széchenyi napjai (sor. 1985)
- Redl ezredes (1985)
- A bikafejü szörnyeteg (1988)
- Ítéletidő (1988)
- Kisváros (sorozat) Fegyverek és kokain című rész (1993)
- Öregberény (sorozat) A bortábornok című rész (1994)
- Devictus Vincit (1994)
- Szomszédok 211. rész (1995)
- 6:3, avagy Játszd újra, Tutti! (1999)
- Angyali történetek (sorozat) Amíg van szerelem című rész (2000)
- Rendőrsztori (sorozat)  A Komáromi-gyilkosság című rész (2002)
- Nomen est Omen, avagy Reszkess Szabó János! (2003)